# 島美穂子
島美穂子（しま みほこ）は日本の弁護士、ニューヨーク州弁護士。千葉県生まれ。

## 略歴
- 1995年3月 - 東邦大学付属東邦高等学校卒業。
- 1999年3月 - 東京大学法学部第1類（私法コース）卒業。
- 2001年11月 - 旧司法試験第二次試験を合格[2]。
- 2003年10月 - 弁護士登録（第二東京弁護士会）。
- 2003年10月6日 - あさひ・狛法律事務所入所。
- 2007年7月1日 - 西村あさひ法律事務所勤務（〜2019年）。
- 2008年 - ニューヨーク大学ロースクール修了。
- 2008年 - Schulte Roth & Zabel法律事務所勤務（〜2009年）。
- 2009年 - ニューヨーク州弁護士登録。
- 2019年4月1日 - 渥美坂井法律事務所・外国法共同事業パートナー（〜2021年）。
- 2022年1月 - 森・濱田松本法律事務所パートナー。

## 委員歴
- 2016年6月1日 - 国土交通省航空インフラ国際展開協議会委員。
- 2019年 - 一般財団法人計画・交通研究会会員。
- 2019年10月4日 - 資源エネルギー庁総合資源エネルギー調査会資源・燃料分科会石油・天然ガス小委員会委員。
- 2019年12月11日 - 資源エネルギー庁総合資源エネルギー調査会資源・燃料分科会委員。
- 2021年 - 日本商工会議所日本メコン地域経済委員会アドバイザリー。
- 2021年 - 一般社団法人海外コンサルタンツ協会（ECFA）会員。
- 2021年 - 公益社団法人土木学会会員。
- 2023年8月1日 - 特許庁産業構造審議会臨時委員。
- 2023年8月1日 - 経済産業省産業構造審議会保安・消費生活用製品安全分科会産業保安基本制度小委員会委員。

## 主張
- CO₂、環境問題に関する日本の対応策は以前から議論されているかと思うが、日本としてルールづくりに十分食い込めていなかったのではないかと思う。例えばCO₂に関しても、CCUやCCS削減できたCO₂の排出に換算して何%削減と評価するようなルールづくりなどに注力してもいいのではないかと思うと指摘している[3]。

## 著作
- （渥美坂井法律事務所・外国法共同事業海外PT）『海外エネルギープロジェクトの契約実務』（中央経済社、2019年10月）